# Alessandro Spada
Pour les articles homonymes, voir Spada (homonymie).
Alessandro Spada (né le 4 avril 1787 à Rome et mort le 16 décembre 1843  à Rome) est un cardinal italien du XIXe siècle.

## Biographie
Alessandro Spada exerce diverses fonctions au sein de la Curie romaine, notamment comme doyen des auditeurs de la Rote romaine. Le pape Grégoire XVI le crée cardinal in pectore lors du consistoire du 23 juin 1834. Sa création est publiée le 6 avril 1835. Le cardinal Spada est camerlingue du Sacré Collège en 1836-1837 et légat apostolique à Forlì de 1839 à 1842.

### Sources
- Fiche du cardinal sur le site de la FIU